# Menjamel frontgrís
El menjamel frontgrís (Ptilotula plumula) és un ocell de la família dels melifàgids (Meliphagidae).

## Hàbitat i distribució
Habita boscos i vegetació de ribera d'Austràlia Occidental, cap a l'est, a través de l'oest del Territori del Nord i Austràlia Meridional fins al nord-oest i centre de Queensland i centre de Nova Gal·les del Sud.